# Einschienenbahn Kairo
Die Einschienenbahn Kairo, auch Monorail Kairo genannt,  ist ein seit 2019 im Bau und seit 6. Oktober 2024 zum Teil im Betrieb befindliches öffentliches Personennahverkehrssystem in Kairo und ergänzt das U-Bahn-System. Die Hochbahn wird nach der vollständigen Eröffnung der Nil-Ost-Linie in die Neue Hauptstadt Ägyptens voraussichtlich 2025 mit ihren fast 58 Kilometern die längste durchgängige Einschienenbahnstrecke der Welt sein. Zusammen mit der Nil-West-Strecke über 44 Kilometer in die Stadt des 6. Oktobers stehen dann rund 95 zusätzliche Linienkilometer für den Stadt-Umland-Verkehr im Großraum Kairo zur Verfügung.

## Planung und Bau
Zuerst entstand der Plan, durch einen privaten Investor eine Einschienenbahn entlang der Mittleren Ringstraße vom Flughafen Kairo-International bis zum Beginn der Kairo–Ain-Suchna-Autobahn zu bauen und dabei die Linien 3 und 4 der U-Bahn zu verbinden. Damit wäre Neu-Kairo von Nord nach Süd erschlossen worden.
Im August 2016 kam als anderes Projekt für eine Einschienenbahn die Verbindung der Stadt des 6. Oktobers mit dem westlichen Rand von Groß-Kairo in die Diskussion. Dafür war eine 35 Kilometer lange Strecke mit Baukosten von etwa 1,7 Milliarden Euro und Eröffnung in 2018 vorgesehen.
Drei Jahre später, im August 2019, unterzeichneten Bombardier Transportation, Orascom Construction und The Arab Contractors einen Vertrag über Errichtung und Betrieb von zwei Monorail-Linien für insgesamt 4,8 Milliarden Euro. Eine erste Strecke soll dabei über fast 57 Kilometer Ost-Kairo mit der Neuen Hauptstadt Ägyptens verbinden, eine zweite über knapp 44 Kilometer die Stadt des 6. Oktobers mit Gizeh.
Ursprünglich sollten die Strecken 2022 (Nil-Ost-Linie) bzw. 2023 (Nil-West-Linie) in Betrieb gehen, es gab aber wiederholt Verzögerungen. Im November 2022 konnte dann auf der Oststrecke die erste Testfahrt zwischen dem Depot und Station 22 durchgeführt werden. Diese Strecke sollte im Oktober 2023 mit dem Probebetrieb beginnen und im April 2024 offiziell eröffnet werden. Tatsächlich startete der Testbetrieb erst am 5. November 2023. Immerhin waren im Dezember 2023 bereits alle 40 Zuggarnituren für die Ostlinie angeliefert, für die Westlinie ergaben sich aber zusätzliche Verzögerungen durch Probleme beim Ankauf der notwendigen Flächen. Im Frühjahr 2024 wurden als Eröffnungstermine Ende 2024 für die östliche Linie sowie 2025 für die westliche anvisiert. Testfahrten begannen auf der östlichen Linie zwischen Cairo Festival City und Station 22 im Frühjahr 2024, auch zu Beginn des Jahres 2025 wurde weiterhin getestet, sodass nunmehr von einer Eröffnung im Sommer 2025 ausgegangen wird.

## Strecken

### Die Nil-Ost-Linie
Die erste Linie, auch EoN Monorail (kurz für East of Nile Monorail) bezeichnet, führt von Kairo Ost in die Neue Hauptstadt Ägyptens. Die mit ihrer Einweihung dann längste vollautomatische Einschienenbahnstrecke der Welt beginnt am U-Bahnhof Cairo International Stadium der  Linie 3, etwa 14 Kilometer östlich des Stadtzentrums, verläuft dann quasi mäandernd ostwärts mit 22 Stationen über 56,5 Kilometer Streckenlänge bis in den Osten der Neuen Hauptstadt Ägyptens.
Die Strecke verläuft durchgängig zweigleisig und aufgeständert, am östlichen Ende befinden sich das Hauptzugdepot und das Betriebswerk.

### Die Nil-West-Linie
Die zweite Linie, auch WoN Monorail genannt (kurz für West of Nile Monorail), verbindet Kairo West mit der Stadt des 6. Oktobers. Sie ist etwas kürzer und beginnt am U-Bahnhof Wadi El Nil der Linie 3 und führt von dort weitestgehend gerade in westlicher Richtung über 13 Stationen und rund 43,8 Kilometer Streckenlänge in die Stadt des 6. Oktobers. Nach rund 25 Kilometern quert sie nach der Station MISR Univerity of Science and Technology die im Bau befindliche Schnellfahrstrecke Marsa Matruh–Ain Suchna und bietet am dortigen Bahnhof eine Umsteigemöglichkeit.
Die Strecke verläuft durchgängig zweigleisig und aufgeständert, am westlichen Ende befinden sich etwa drei Kilometer hinter der Endstation Sixth October das Hauptzugdepot und das Betriebswerk.

## Technik
Die beiden Strecken der Einschienenbahn Kairo sind Sattelbahnen der Bauart ALWEG. Auf einem 690 Millimeter breiten Fahrbalken sitzen die über Tragräder auf und Führungsräder seitlich des Balkens bewegten sowie mit seitlicher Stromzuführung versorgten Züge. Bahnhöfe und Strecken sind so ausgelegt, dass der Betrieb auf Acht-Wagen-Zügen ausgeweitet werden kann, um bei entsprechender Bevölkerungsentwicklung in den angeschlossenen neuen Städten die Passagierkapazitäten zu erhöhen. Der Betrieb wird vollautomatisch sein, die Steuerung erfolgt mit dem von Bombardier Transportation entwickelten CBTC Cityflo 650 und bietet durch GoA4 die Möglichkeit sehr kurzer Taktzeiten.

## Fahrzeuge

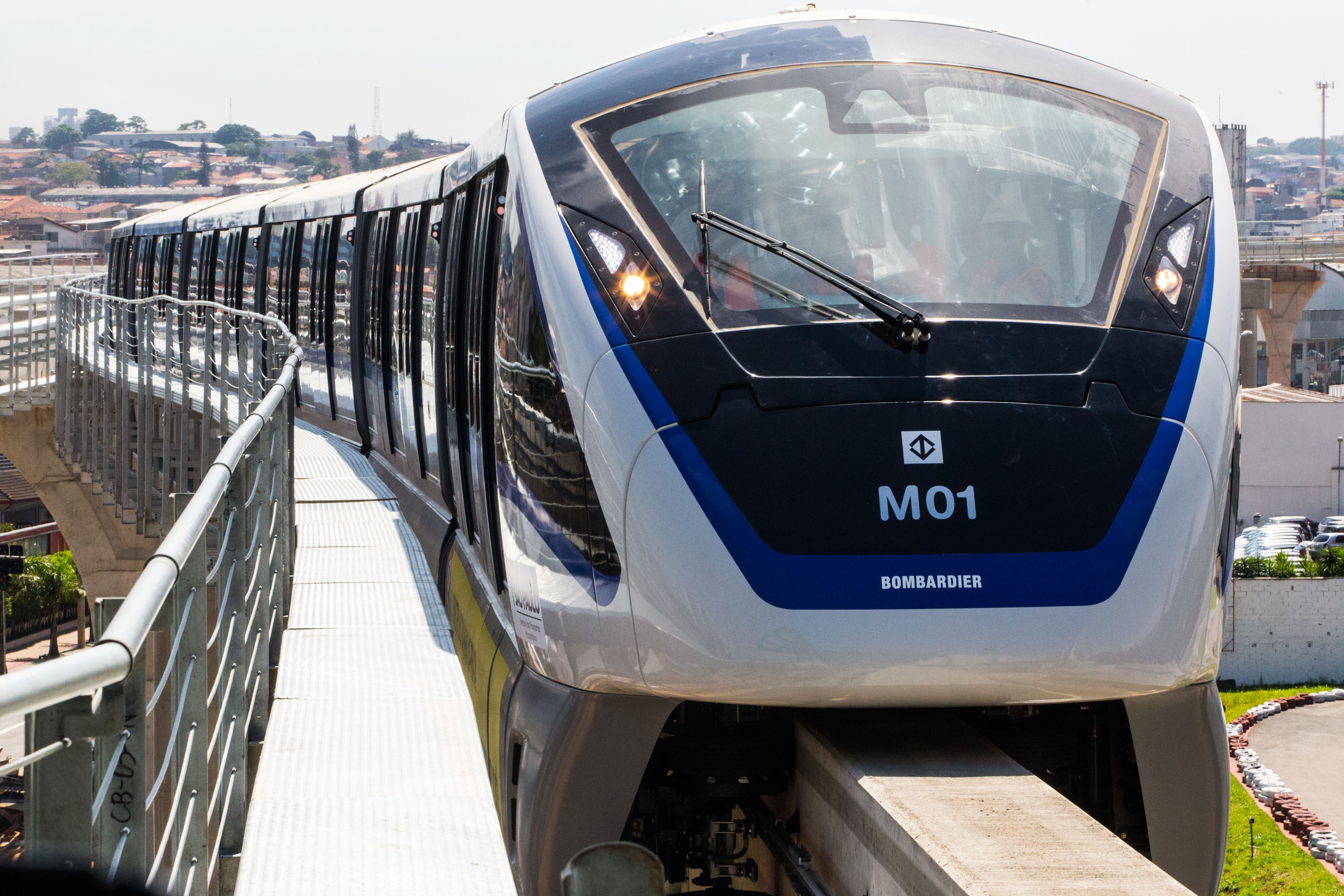
Innovia Monorail 300 als Sieben-Wagen-Zug bei der Metro São Paulo

Die einzelnen Züge der Baureihe Alstom Innovia 300 bestehen aus vier Wagen, haben eine Gesamtlänge von 50,11 Metern bei einer Breite von 3,15 Metern und einer Höhe von 4,05 Metern. Das Leergewicht einer Garnitur beträgt rund 56 Tonnen, die Steigfähigkeit 10 Prozent und der minimale Kurvenradius 46 Meter. Die Züge sind Zweirichtungsfahrzeuge, das Beschleunigungs- und Bremsvermögen wird im Normalbetrieb auf 1,0 Meter pro Quadratsekunde begrenzt und sie erreichen eine Höchstgeschwindigkeit von 80 km/h. Die Passagierkapazität beträgt bei 64 Sitzplätzen insgesamt 502 Personen bei einer Belegung von 6 Stehplätzen je Quadratmeter. Damit können pro Stunde und Richtung bei einer Taktfrequenz von 75 Sekunden 24.100 Passagiere befördert werden. Die Flotte aus 70 Zügen, davon 40 für die Nil-Ost-Linie, soll im Endausbau eine Kapazität von 45.000 Passagieren pro Stunde und Richtung auf jeder der beiden Strecken gewährleisten. Das soll erreicht werden, indem die Vier-Wagen-Züge entsprechend der Bevölkerungsentwicklung in den anliegenden Neubaugebieten nach und nach auf bis zu acht Wagen verlängert werden.